# ズボンをはいた雲

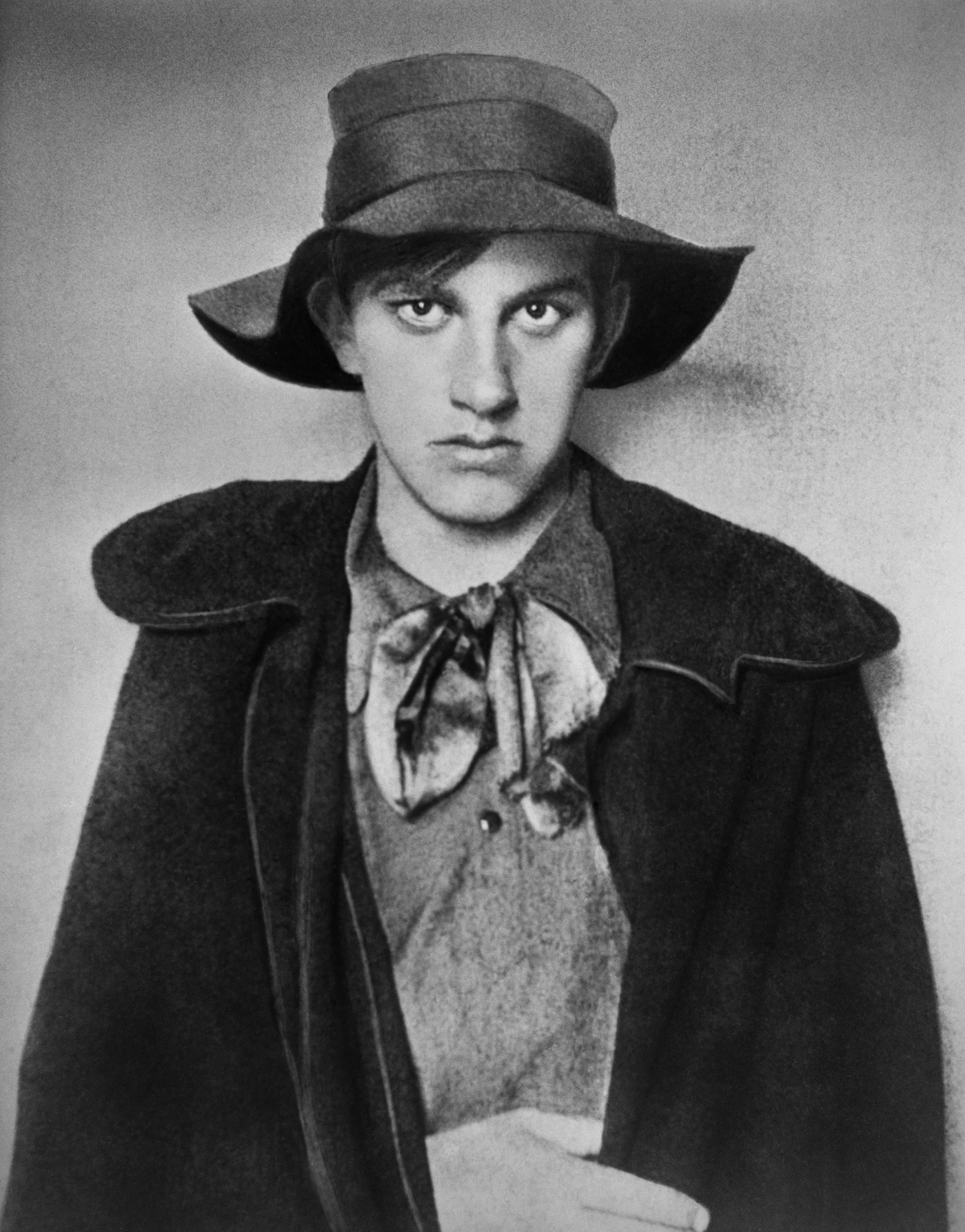
17歳の時のウラジーミル・マヤコフスキー（1910年）

『ズボンをはいた雲』（ズボンをはいたくも、ロシア語: Облако в штанах、英語: A Cloud in Trousers）は、ロシアの詩人ウラジーミル・マヤコフスキーが1915年に発表した処女詩集。元々は『13番目の使徒 （Тринадцатый апостол）』というタイトルで出版される予定だったが、検閲によって『ズボンをはいた雲』になった。
副題はギリシャ語で「四畳みの聖像」という意味がある『テトラプティヒ（тетраптих）』で、実際に本作はプロローグと4つの詩から構成されている。その副題にはそれぞれ「きみらの愛を倒せ（第一章）」、「きみらの芸術を倒せ（第二章）」、「きみらの機構を倒せ（第三章）」、「きみらの宗教を倒せ（第四章）」という意味が込められている。
1914年に執筆をはじめ、翌年の1915年9月にマヤコフスキーの友人であった文芸評論家のオシップ・ブリークの私家版として出版された。初版は1050部であった。検閲で削除された部分を含む完全版は、10月革命後の1918年に出版されている。

## 内容
冒頭で書いた通り、『ズボンをはいた雲』は「ぼくの精神には一筋の白髪もないし、年寄りにありがちな優しさもない！」という一文が有名な「プロローグ」から始まる。
想いを寄せていたマリヤに裏切られた主人公が、様々な比喩表現を駆使して胸の内を語り、「きみらの愛を倒せ（第一章）」、「きみらの芸術を倒せ（第二章）」、「きみらの機構を倒せ（第三章）」、「きみらの宗教を倒せ（第四章）」との思いが込められた詩を展開する。それはやがて全てを打ち倒せという神を呪う最強の声へと高まっていくが、マヤコフスキー自身はこれを「今日の芸術の教義問答」と呼んだ。なお、詩に登場するリューダとオーリャはマヤコフスキーの実際の姉である。
ロシア語の原文では文字が全て大文字で書かれており、検閲によって第四章の88行が削除された状態でオシップ・ブリークの私家版として1915年9月に出版された。堅苦しく秩序を重視した従来のロシア古典詩ではなく、統一性がない「不完全脚韻」と呼ばれる若々しく弾丸のように迸る詩が、マヤコフスキーがロシア未来派を代表する詩人と呼ばれる所以になっている。ただ、詩の中でマヤコフスキーは同国の画家で「ロシア未来派の父」と呼ばれたダヴィド・ブルリュークを「狂ったブルリュックが這って来る」として批判している。

## 背景
『ズボンをはいた雲』は、1913年にマヤコフスキーがウクライナのオデッサで実際に経験したことが詩のモチーフになっている。詩に登場するマリヤはマヤコフスキーが想いを寄せていた彫刻家のマリヤ・デニソヴァ＝シチャデンコのことであり、マヤコフスキー自身は彼女をモナ・リザに因んで「ラ・ジョコンダ」と呼んで愛していたが、そのマリヤに思いが届かず裏切られたことが『ズボンをはいた雲』を執筆するきっかけになったとされる。

## 後の影響
- 日本の小説家で1994年にノーベル文学賞を受賞した大江健三郎は青春小説『日常生活の冒険』の中で「『ズボンをはいた雲』は22歳ということの意味を語っている」としてマヤコフスキーの詩を引き合いに出している[注釈 1]。
- 日本の詩人、フランス文学者の入沢康夫は1958年8月号の『ユリイカ』の中で『ズボンをはいた雲』のオマージュとして『ズボンをはいた熊』という詩を載せている。土曜社から刊行されている『ズボンをはいた雲』では入沢康夫が序文を書いており、『ズボンをはいた熊』も掲載されている。